# Superleague Formula
Superleague Formula – cykl sportowo-reklamowych wyścigów samochodowych. Pierwsze wyścigi odbyły się w dniach 30-31 sierpnia 2008 na angielskim torze Donington Park.
Ideą cyklu było połączenie wyścigów samochodowych z kulturą piłki nożnej. Bolidy sponsorowane były przez różne kluby piłkarskie. Każdy z nich wystawiał pojazd w swoich barwach. W pierwszym sezonie udział brało 17 klubów skupionych w 10 zespołach wyścigowych.
Transmisje z wyścigów można było obejrzeć m.in. w stacjach telewizyjnych klubów piłkarskich biorących udział w zawodach.
Pojazdy startujące w zawodach ważą 675 kg i są napędzane dwunastocylindrowym silnikiem o pojemności 4,2 litra i mocy 750 koni mechanicznych. Zostały wyprodukowane przez Panoz – Élan Motorsport Technologies.
Seria została zawieszona w trakcie sezonu 2011.

## Sezony
| Sezon | Zwycięzca (kierowca, zespół)                        | 2 miejsce (kierowca, zespół)                                      | 3 miejsce (kierowca, zespół)                             |
| ----- | --------------------------------------------------- | ----------------------------------------------------------------- | -------------------------------------------------------- |
| 2008  | Beijing Guo’an ( Davide Rigon, Zakspeed)            | PSV Eindhoven ( Yelmer Buurman, Azerti Motorsport)                | A.C. Milan ( Robert Doornbos, Scuderia Playteam)         |
| 2009  | Liverpool F.C. ( Adrián Vallés, Hitech Junior Team) | Tottenham Hotspur ( Craig Dolby, Alan Docking Racing)             | FC Basel ( Max Wissel, GU-Racing International)          |
| 2010  | RSC Anderlecht ( Davide Rigon, Azerti Motorsport)   | Tottenham Hotspur ( Craig Dolby, Alan Docking Racing)             | FC Basel ( Max Wissel, GU-Racing International)          |
| 2011  | Australia · ( John Martin, Alan Docking Racing)     | Japonia · ( Duncan Tappy/ Robert Doornbos, Atech Reid Grand Prix) | Luksemburg · ( Frédéric Vervisch, Atech Reid Grand Prix) |

## Formuła zawodów

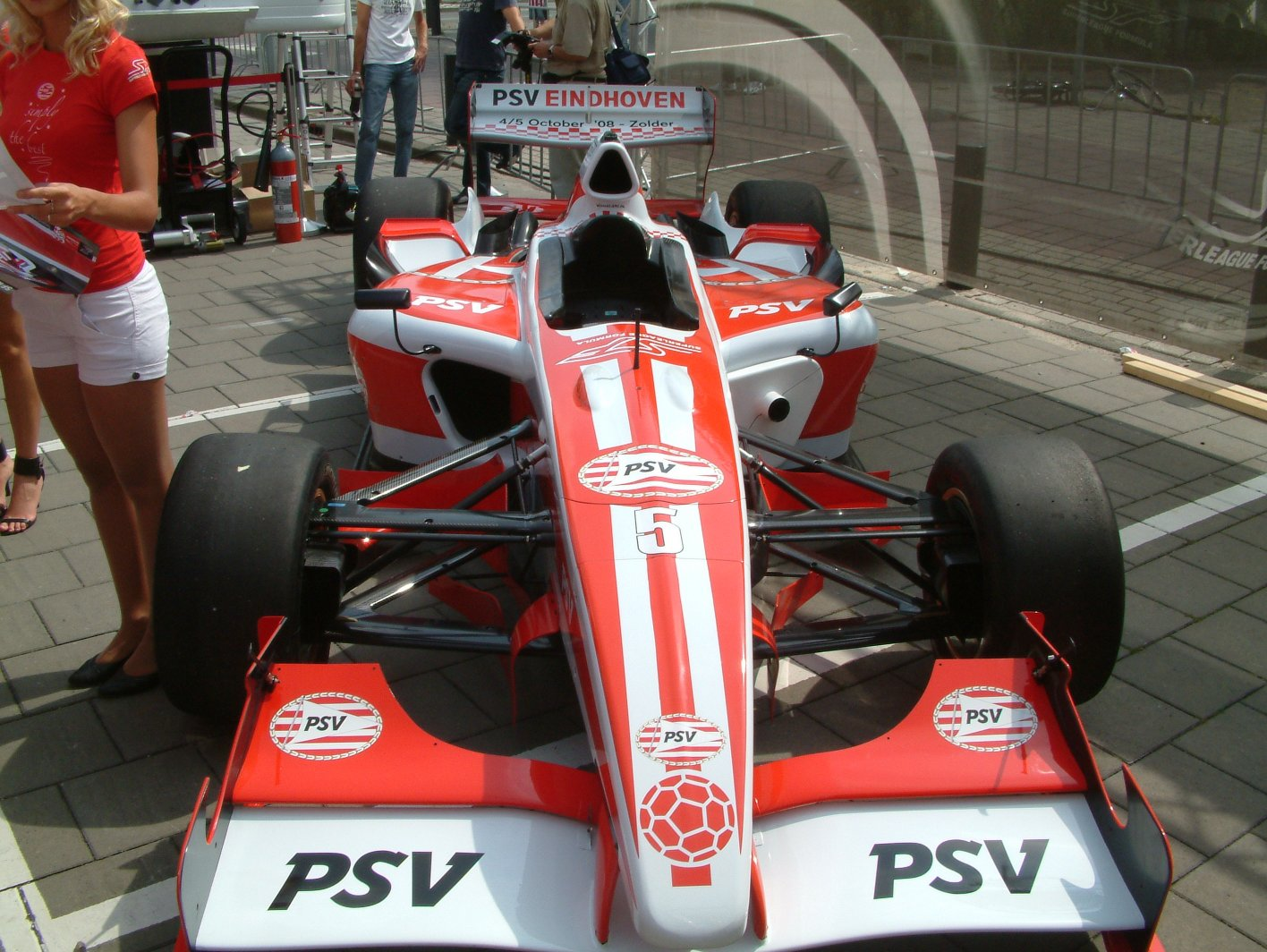
Bolid w barwach klubu PSV Eindhoven

Wyścigi składają się z sobotnich kwalifikacji oraz dwóch właściwych wyścigów odbywających się w niedzielę. Każdy wyścig trwa godzinę, pula nagród podczas każdego weekendu wynosi 1 milion dolarów. Kolejność na starcie drugiego wyścigu jest odwrotna do miejsc zajętych w wyścigu pierwszym.

### Punktacja
Punkty przyznawane były następująco, w zależności od zajętego miejsca:
| - 1. miejsce – 50 pkt. - 2. miejsce – 45 - 3. miejsce – 40 - 4. miejsce – 36 - 5. miejsce – 32 - 6. miejsce – 29 - 7. miejsce – 26 - 8. miejsce – 23 - 9. miejsce – 20 - 10. miejsce – 18 - 11. miejsce – 16 | - 12. miejsce – 14 - 13. miejsce – 12 - 14. miejsce – 10 - 15. miejsce – 8 - 16. miejsce – 7 - 17. miejsce – 6 - 18. miejsce – 5 - 19. miejsce – 4 - 20. miejsce – 3 - 21. miejsce – 2 - 22. miejsce – 1 |

Aby zdobyć punkty wymagany był jedynie start, ukończenie wyścigu nie było konieczne.

## Liczba zawodów
W 2008 wyścigi Superleague Formula odbywały się jedynie na terenie Europy. W kolejnych latach organizatorzy planowali zwiększenie ilości wyścigów oraz ich ekspansję na inne kontynenty. Docelowo, w 2012 miało zostać przeprowadzonych 17 wyścigów. Jednak po dwóch rundach sezonu 2011 seria zawiesiła działalność.
| Rok  | Wyścigi w Europie | Wyścigi poza Europą | Wyścigów łącznie |
| ---- | ----------------- | ------------------- | ---------------- |
| 2008 | 6                 | 0                   | 6                |
| 2009 | 8                 | 1                   | 9                |
| 2010 | 10                | 2                   | 12               |
| 2011 | 12                | 3                   | 15               |
| 2012 | 13                | 4                   | 17               |